# سرچشمه علیا
سرچشمه علیا، روستایی از توابع بخش مرکزی شهرستان رامهرمز در استان خوزستان ایران است. شغل اصلی ساکنان این روستا کشاورزی و دامداری است. از مشکلات مردم این روستا پراکندگی زمین های کشاورزی است. به طور مثال برای آبیاری ۵ هکتار زمین کشاورزی می‌بایست آب را به ۷ نقطه مختلف با فواصل زیاد انتقال داد که خود این مسئله باعث هدر رفت آب و اتلاف وقت می‌شود.
نبود مراتع سرسبز یا چراگاه برای دام باعث شده مردم این روستا دامپروری را به تدریج رها کنند.

## جمعیت
این روستا در دهستان حومه‌غربی قرار دارد و براساس سرشماری مرکز آمار ایران در سال ۱۳۸۵، جمعیت آن ۱۴۸ نفر (۲۷خانوار) بوده‌است.